# Neoleptoneta reclusa
Neoleptoneta reclusa là một loài nhện trong họ Leptonetidae.
Loài này thuộc chi Neoleptoneta. Neoleptoneta reclusa được Willis J. Gertsch miêu tả năm 1971.